# Rick Wakeman in Concert
Rick Wakeman in Concert is een livealbum van Rick Wakeman en zijn band. Het is opgenomen op 2 februari 1975 in San Francisco in het Winterland Theatre. Wakeman schreef zelf dat het daar niet is opgenomen, maar dat het audiosignaal is van een televisieopname in Nottingham. Wakeman had liever gezien dat het nooit was uitgebracht, de meeste musici zouden niet nuchter zijn geweest. Er wordt af en toe vals gespeeld, maar dat is deels te wijten aan de elektronische apparatuur, die destijds nog niet stabiel was. Opvallend is dat de zanger Ashley Holt opmerkelijk goed bij stem was.  Het album werd keer op keer opnieuw uitgebracht; in 1998 onder de naam Live on the King Biscuit Flower Hour; in 2003 weer onder RW in Concert.

## Musici
Het is dezelfde band als van het album No Earthly Connection, dat vlak na het concert werd opgenomen.
- Rick Wakeman – toetsinstrumenten
- John Dunsterville – gitaar
- Roger Newell – basgitaar
- Tony Fernandez – slagwerk
- Ashley Holt – zang
- Martin Shields – trompet
- Reg Brooks – trombone

## Tracklist
| Nr. | Titel                              | Duur  |
| --- | ---------------------------------- | ----- |
| 1.  | Journey to the centre of the earth | 12:20 |
| 2.  | Catherine Howard                   | 11:29 |
| 3.  | Lancelot and the black knight      | 5:28  |
| 4.  | Anne Boleyn                        | 8:57  |
| 5.  | The forrest                        | 6:44  |
| 6.  | Arthur and Guinevere               | 14:41 |
| 7.  | Merlyn, the magician               | 7:26  |
| 8.  | Catherine Parr                     | 8:23  |